# Новосёлки (Дубенский район)
Новосёлки (укр. Новосілки) — село в Острожецкой сельской общине Дубенского района Ровненской области Украины.
До 2020 года входило в Млиновский район.
Население по переписи 2001 года составляло 299 человек. Почтовый индекс — 35110. Телефонный код — 3659. Код КОАТУУ — 5623885201.